# Vasilij Zajtsev
Vasilij Grigorjevitj Zajtsev, född 23 mars 1915, död 15 december 1991, var en sovjetisk prickskytt under andra världskriget i slaget om Stalingrad. Under perioden 10 november till 17 december 1942 dödade han cirka 230 tyska soldater (bekräftade) med gevärsmodellen Mosin-Nagant M1891/30. Zajtsev utbildade dessutom ytterligare 28 prickskyttar, vilka kallades zajtjata (ungharar) eftersom Zajtsev betyder just hare på ryska. Zajtsev lärde sig att skjuta i sin hemby Jelino. Totalt under kriget skall han ha dödat över 300 fiendesoldater. Hans insatser som prickskytt gjorde att han erhöll flera tapperhetsmedaljer, främst Sovjetunionens hjälte. 
År 2001 kom filmen Enemy at the Gates som handlar om Zajtsev där han spelas av Jude Law. 
Geväret han använde sig av står kvar idag på museum i före detta Stalingrad (Volgograd).